# Аустријска галерија Белведере
Аустријска галерија Белведере једна је од музолошких установа Беча смештен у горњој и доњој палати Белведере, у Бечу, у Аустрији. Као једна од најрепрезентативнијих барокних знаменитости у Аустрији а вероватно и Европи, палата је проглашена за светску баштину УНЕСКО-а.
Поред Доњег и Горњег Белведера, музеј има своје поставке и на локацијама у градској палати принца Еугена, палати Белведере 21 (Belvedere 21), као и у музеју Густинус Амброси (Gustinus Ambrosi Museum).

## Положај и размештај
Галерија је смештена у Белведереу (итал. леп видик) комплексу барокних палата у Бечу, подигнутих за време Еугена Савојског у бечком трећем бецирку (бечке градске општине) који се исто зове Ландштрасе (Landstraße). Комплекс се налази југоисточно од старог градског средишта (званог унутрашњи град, са катедралом Светог Стефана, Хофбургом итд.), а у непосредном суседству је палата Шварценберг. Палате Горњи Белведере и Доњи Белведере, уз припадајући парк, граде један од налепших барокних ансамбла на свету.

## Историја
Палата Белведере биле су летња резиденција принца Еугена Савојског (1663–1736). После куповине земљишта 1697. године, принц Еуген је прво уредио велики парк, а затим и изградњу приградског летњиковца започео 1714. године. Прво су отпочели радови на градњи палате Доњи Белведере, која је испочетка грађена као парковска вила, са оранжеријом, галеријом за слике и једним крилом за становање.
Пројектант и надзорник градње био је познати аустријски барокни архитекта Јохан Лукас фон Хилдебрант, Белведере је тако постао његово најпознатије дело. Десна рука у осмишљавању и изведби дворца био му је венецијански вајар Ђовани Станети (Giovanni Stanetti), кога је у Беч довео принц Еуген заједно са целом мајсторском радионицом. Станети је требало да осигура прави италијански вајарски допринос: бројне самостојеће фигуре дуж балустрада и парка, као и бројне вајарске детаље по фасадама. Доњи Белведере довршен је 1716. године.
Фреску на куполи у централној мраморној дворани (Marmorsaal), осликао је Мартино Алтомонте. Његова фреска слави принца Еугена као новог Аполона, бога лепоте, уметности и Муза. У овој дворани налази се и статуа Апотеоза принца Еугена рад аустријског вајара Балтасара Пермосера (Balthasar Permoser). Западно од ове дворане налази се Државна спаваћа соба (Paradeschlafzimmer), богато украшена штуко декорацијама и скулптурама Доменика Пародија (Domenico Parodi), и осликана зидним сликама Јонаса Дрентвета (Jonas Drentwett), у овом тракту постоји такође мраморна дворана са сликом на таваници Ђакома дел Поа (Giacomo del Po) из 1720. године. Дворана грмаљавине, (Donnersaal), има плафонске фреске од Алтомонта и архитектонску декорацију од Џаетана Фантија (Gaetano Fanti). Источно од ње се налази Државна трпезарија.

### Историја музеја од 1903.
Царско и Краљевско Министарство културе и образовања отворило је 1903. године Модерну галерију у Доњем Белведеру. Бројни аустријски уметници, пре свега Карл Мол са бечким сецесионистима, залагали су се за оснивање државног музеја савремене уметности.
У време отварања 1903. године, Модерна галерија је већ имала своје колекције, а камен темељац за то поставила је Сецесија донацијама претходних година. О Модерној галерији у почетку се бринуо само министарство, дас би тек је 1909. добила свог првог директора, који је промовисао набавку уметничких дела из свих епоха.
У 1912. године модерна галерија је преименована у Царску и Краљевску аустријску државну галерију. У овом тренутку она је већ показивала репрезентативни пресек аустријске уметности од средњег века до прве половине 20. века и послужила као основна структура данашњег музејског комплекса.
Од 1915. до импичмента 1938. године Франц Мартин Хабердитл је водио музеј и својом паметном политиком набавки поставио темеље за сакупљање главних дела класичног модернизма. Његов мандат такође је укључивао проширење Аустријске државне галерије на обе палате и реорганизацију некадашње царске колекције од стране Ханса Тиетзеа .
По завршетку Првог светског рата и успостављању Прве републике у новембру 1918. године, музеји у Бечу суочили су се са великим проблемима. Некадашњи Хофарар, државна имовина под директним управљањем царског суда, проглашена је имовином републике крајем 1918. године, а Фондација породице Хабсбург експроприсана је Хабсбуршким законом 1919. године у корист државе. Међутим, уговор из Сен Жермена је обавезао 1919. године Аустрију да врати колекције које су некада биле у поседу некадашњих крунских земаља које нису припадале новој Републици Аустрији. Стога су се нека уметничка дела у Аустријској државној галерији преселила у друге државе наследнице монархије. Од тада, колекција Белведерес једва да садржи по које дело уметника из бивших земаља аустријске Двојне монархије које су 1918. године постале стране земље.
У аустријској галерији, како су је називали од 1921. године, био је смештен барокни музеј на Доњем Белведеру (од 1923. године), галерија 19. века на Горњем Белведеру (од 1924. године) и модерна галерија у наранџастој кући (од 1929. године). У овом периоду стечена су бројна важна дела, укључујући слике Густава Климта и Егона Шилеа .
Током националсоцијалистичког режима, Модерна галерија је остала затворена, а уметничка дела су депонована, остављајући инвентар такозваних „ дегенерисаних “ дела нетакнут. Током 1943/44. Музеј барока и Галерија 19. века затвориле су своја врата како би се заштитила вредне уметничке колекције.
После Другог светског рата Карл Гарзароли-Турнлац поставио је средњовековну колекцију у Белведере у наранџастој долини доњег Белведера 1953. године. Белведере је добио фундус за ову колекцију од Историјског музеја, а заузврат је дао своју колекцију међународне уметности из 19. и 20. века овом музеју.
Године 1955, након година обнове Горњи Белведере је поново доступан јавности као музеј и у њему су приказана дела Густава Климта, Егона Шилеа, Оскара Кокошке и других значајних аустријских уметника.
Музејско пословање после Другог светског рата одликовало се бројним новим аквизицијама, проширењима и мерама модернизације. Током управљања Герберта Фродла(1991–2006) Горњи Белведере је у потпуности обновљен (1991–1996), а 2000. године Белведере је, као и сви други савезни музеји, добио пуну пословну способност, али је и даље био власништво државе.

### Од нациста опљачкана уметничка дела, контроверзе и реституције
Нове аквизиције Музеја од 1938. године наовамо провераване су истраживањем провенијенције Белведереа и Комисије за истраживање провенијенције од 1998.године Међутим, што је дело истакнутије, поступци по којима су се дала враћала правим власницима биле су жилавији.
Четири стабла Егона Шилеа
Након што је преживела холокауст Алис Моргенстерн, удовица Јозефа Моргенстерна (убијеног у Аушвицу), поднела је 26. августа 1959. године захтев Покрајинској пореској управи Беча, Доња Аустрија да јој се врати слика Четири стабла Егона Шилеа која приказује четири стабла кестена у јесен, настало према пејзажној традицији немачких романтичара и алудира на дела Ван Гога по његовим живописмим бојама и на дело Фердинанда Ходлера из 1982. Јесење вече. 
У тужби за повраћај слике Алис Моргенстерн је навела следеће...
... слика Четири стабла Егона Шилеа, која је некада била у нашем власништву, сада виси на Горњем Белведеру. Слику никада нисмо продали, већ смо је дали на чување пријатељу Роберту Рохрлу, адвокату у Бечу. На несрећу он је умро, и не знам како је слика слетела у колекцију деветнаестог века на Белведереу. Дана 20. марта 2020. аустријска саветодавна комисија препоручила је да се Слика врати наследницима Моргенстерна.
„Летња ноћ на плажи“ Едварда Мунка
У новембру 2006. године, након више од пет деценија правних спорова, судско веће је пресудило да „Летња ноћ на плажи“ Едварда Мунка, изложена у бечкој галерији Белведере, треба да буде враћена Марини Фистоулари-Малер, унуци и једином наследнику Алме Малер, супруге аустријског композитора Густава Малера.
Пет слика Густава Климата
Аустрија је 2006. године била принуђена да вратила пет слика Густава Климта, из галерије Белведереа, наследницима Аделе Блох-Бауер.
Аустријско арбитражно веће 2006. године одлучило је да нацисти нису опљачкали портрет „Амалије Зукеркандл“ Густава Климта и да он није требало да буде враћен. Одлука је изазвала много коментара, делом зато што је Амалија Зукеркандл страдала са ћерком у Аушвицу, а делом зато што је, како је МСНБЦ известио „Уместо да врати ову очигледно опљачкану слику, аустријско арбитражно веће закључило да би она требало да остане на Белведеру.“ 
Волијев портрет Егона Шилеа
Након што је 2012. године снимљен документарни филм Портрет Волија свет је сазнао како је чувени портрет Егона Шилеа, који је припадао бечком трговцу уметничким делима по имену Леа Бонди, нациста Фридрих Велз није конфисковао из њене приватне колекције 1939. године. Слика је грешком враћен у музеј Белведере у Аустрији након Другог светског рата као део колекције другог трговца.
„Фармерова кухиња / унутрашњост кухиње“
Према препоруци Саветодавног одбора за уметничку реституцију, из 2014. године, Белведере мора да врати слику уље на платну „Фармерова кухиња - Унутрашњост кухиње“ Wilhelm-а Leibl-а наследницима јеврејеке Марте Либерман - удовице Мака Лиебермана, коју су прогањали националсоцијалисти да преда уметничку колекцију свог супруга, укључујући и ову слику, након мужеве смрти 1935. године.
Библиотечка издања
Поред тога, Савет за уметничку реституцију препоручио је реституцију бројних књига које се налазе у библиотеци Белведере, односно у Националној библиотеци. Речено је да се радови враћају наследницима претходних власника (Eigentümer Max Berger, Erich Arthur Bien и Eugen Herz), као и Савезном удружењу јеврејских верских заједница и Великој бечкој ложи.
Брошуре (103) повучене из Националне библиотеке, чији претходни власници више нису могли бити утврђени, биће предати Националном фонду за жртве националсоцијализма.

## Реструктурирање музеја од 2007.
После опсежних адаптација и реновирања, главна дела збирки средњовековне уметности и барока (раније у Доњем Белведеру) била су изложене у Горњем Белведеру од пролећа 2008. године. Адаптиране просторије Доњег Белведера и Оранжери сада нуде простор за посебне изложбе. Даље, у бившим стајама постављен је изложбени простор за средњовековну грађу.
Од 2011. године представљена је ново дизајнирана стална колекцију у Горњем Белведереу. а  15. новембра 2011. године, Белведере 21 је поново отворен као музеј уметности 20. и 21. века.

Од новембра 2013. до новембра 2017. године, Белведере је имао још један изложбени простор у центру града Беча, Зимску палату принца Еугена, али је она потом враћено савезном министарству финансија .
- Панорама музеја

## Галеријска поставка
Данас се у Белведеру налази највећа колекција аустријске уметности која датира од средњег века до данас, употпуњена делима међународних уметника.
На Горњем Белведереу посетиоци не само да се сусрећу са уметничким делима из историје уметности дуге више од петсто година, већ и да уживају у величанственом изгледу просторија.
Уметничка колекција Белведере представља готово потпун преглед развоја уметности у Аустрији и, самим тим, увид у историју ове земље. Највећа светска колекција слика Густава Климта лежи у средишњем делу поставке уметност око 1900. године, на изложби на Горњем Белведеру. Његови истакнути елементи су Климтове слике, Пољубац (1908/09) и Јудита и глава Холоферна (1901), и ремек-дела Егона Шилеа и Оскара Кокошке. Кључна дела француског импресионизма и највећа колекција бечке бидермајерске уметности такође су једна од атракције музеја.

### Барок
Историја барокне колекције уско је повезана са сакупљачким активностима градитеља палата Белведере, принца Еугена Савојског . Појединачне слике ове оригиналне колњкције, попут слика Johann Georg de Hamilton-а или Franz Werner Tamm-а, сачуване су у збирци Белведере до данас. Барокна колекција садржи око 800 предмета из области сликарства и вајарства, али и из графике и уметности медаља; којапужа импресивну слику барокне уметничке продукције на просторима бивше Хабзбуршке монархије. Посебно су важне оне из 18. века и скулптуре у готово енциклопедијском формату. У колекцији се посебна пажња посвећује уметницима који су били повезани са Бечком академијом као студенти или наставници. Белведере има највећи инвентар дела двеју од ових уметничких личности на свету - Franz Anton Maulbertsch и Franz Xaver Messerschmidt. Maulbertschs . Maulbertsch-еово рано дело одликују се интензивним бојама и драматичним светлосним ефектима, са понекад гротескно искривљеним лицима у његовим делима (која се могу наћи у Светој породици, на пример ) која су постала његов заштитни знак. Захваљујући добро вођеној радионици, успео је да изврши многе велике наруџбине на подручју бивше Дунавске монархије. Franz Anton Maulbertsch постигао је велику славу првенствено главама ликова, које су, међутим, само део његовог дела, који се одликује техничким сјајем. У Белведереу, су и две монументалне статуе цара Франца И Стефана и Марије Терезије, које представљају уметнички врхунац његовог дела.
У сталној поставци, репрезентативни избор из читавог инвентара пружа преглед барокног доба у Аустрији. У оквиру колекције могу се идентификовати главне теме. Дворски портрети, рафиниране слика мртве природе, дела религиозне и митолошке историје, пејзажи итд.
- Јacques-Louis David: Napoleon am Großen St. Bernhard, 1801
- Caspar David Friedrich: Felsenlandschaft im Elbsandsteingebirge, 1822–1823

### Историцизам
На Белведереу се налази највећа и најважнија колекција историјских слика у Аустрији. Портретна попрсја, украсне слике и насликани портрети сведоче о великој потреби за представљањем богате горње средње класе такозване ере Ringstraßenzeit и опширно су представљени на Горњем Белведеру.
Првенствено је Ханс Макарт био тај који је 15 година обликовао живот у Бечу као уметник. Његова сензуална, опојна слика импресионира техничком бравуром, коју је такође волео да приказује у јавности на студијским забавама. У основи сва његова дела - укључујући изванредне портрете треба схватити као ефикасну продукцију. Макартове алегорије Пет чула (1872–1879) и његова монументална слика Бахус и Аријадна (1873/74) такође одговарају овој раскоши. Такође припада групи сензационалних слика попут Ниљагда (1876) или Венеција одаје почаст Катарини Корнаро (1872/73). Овај последњи комбинује историјску стварност са измишљеном величанственошћу и инсценацијом буржоаског самопортретирања на примеран начин.
Поред Макарта, бечки сликар Hans Canon, који је дуго живео у јужној Немачкој, по повратку је могао самостално да се утврди у Бечу. Белведере поседује дела из свих креативних периода његовог живота (нпр Девојка са папагајем (1876), Победа светлости над тамом (1883/84) ).
Још један сликар који је у то време био представљен са значајним делима на Белведереу и који је био међународно признат је Anselm Feuerbach. Његови субјекти су често митолошки (нпр. Орфеј и Еуридика (1869))) и, за разлику од Макартових слика, садрже строгу структуру у уздржаној шеми боја.
Док су се Макарт и Фојербах одвратили од наративне историје, Антон Ромако ју је променио психолошким тумачењем кључних ситуација. Поред тога, Ромакове портрете не карактерише само висок степен психологизације, већ и идиосинкратска примена сликарских техника за то време (нпр. Дете италијанског рибара (1870/75)).
Интересовање за Оријент започето је средином 19. века а импресивно се манифестује у делима Леополда Царла Муллера (Пијаца у Каиру (1878)), али и у делима  Alois Schönns-а и Emanuel Stöcklers-а.
У овој колекцији налазе и слике из периода историцизма следећих сликара: Franz Defregger, Anton Hansch, Ludwig Halauska, Carl Hasch, Werke Franz von Stucks, Karl Spitzwegs и Arnold Böcklins.
- Историцизам у Белведеру
- Anselm Feuerbach: Orpheus und Eurydike, 1868–1869
- Hans Makart: Magdalena Plach, 1870
- Anton Romako: Kaiserin Elisabeth mit Bernhardinerhund, 1883
- Karl Karger: Ankunft eines Zuges am Nordwestbahnhof in Wien, 1875

### Реализам - импресионизам - интернационални модернизам
Значајан инвентар европске модерне уметности на Белведеру вуче корене након куповине дела савремене уметности од стране Царског и Краљевског министарства за културу и образовање, које је уметничка дела набавило за Модерну галерију, која је основана тек 1903. године. Прва дела навављена су већ 1851. године (Jean-François Millet (Die Ebene von Chailly mit Egge und Pflug (1862)), Auguste Renoir (Nach dem Bade (1876)), Édouard Manets Dame im Pelz (1880), Claude Monets Der Koch (1882), Gustave Courbets Verwundeter (1866), Edgar Degas Bronzebüste Frau, Bade steigend (1896/1911).) .

Збирка радова реализма на Белведере, чија је главна аустријски представник био Аугуст фон Петенкофен (нпр B. Der Kürbisgarten (1862), Heuwagen in Szolnok (1867)), укључује и ова изванредна дела Carl Schuch (Waldlichtung bei Purkersdorf (1872)), Wilhelm Trübner (Caesar am Rubicon), Emil Jakob Schindler (Die Dampfschiffstation an der Donau gegenüber Kaisermühlen ( 1871/1872)), Olga Wisinger-Florian, Tina Blau (Frühling im Prater (1882))  Theodor von Hörmann, Carl Molls frühe Werke, Secessionisten Max Liebermann, Max Slevogt и Lovis Corinth. Сва ова дела могу се видети и на Горњем Белведеру. 
- Реализам - импресионизам - интернационални модернизам у Белведеру
- Claude Monet: Der Koch (Le Père Paul), 1882
- Auguste Renoir: Nach dem Bade, 1876
- Édouard Manet: Dame im Pelz, um 1880
- Carl Schuch: Waldlichtung bei Purkersdorf, um 1872
- Tina Blau: Frühling im Prater, 1882

## Галерија слика
- Michael Pacher, Flagellation, 1497/1498
- Jacob van Schuppen, Eugene (1663–1736), Prince of Savoy, 1718
- Ferdinand Georg Waldmüller, Elisabeth Waldmüller, die Mutter des Künstlers, 1930
- de, Huldigung an Jacquin (Homage to Jacquin), 1821–1822
- Caspar David Friedrich, Rocky Landscape in the Elbsandsteingebirge, 1822/1823
- Hans Makart, The Five Senses, 1872/1879
- Gustav Klimt, Judith and the Head of Holofernes, 1901
- Gustav Klimt, The Kiss (Lovers), 1908–1909
- Egon Schiele, Portrait of Eduard Kosmack, 1910

## Галерија скулптура
- Неке од најпознатијих скулптура које су изложене у холовима галерије Белведере
- Escultura religiosa del Barroco, Johann Jacob Schoy: Apotheose des hl. Johannes von Nepomuk (1724)
- F. X. Messerschmidt: Charakterkopf (17--)
- F. X. Messerschmidt: Charakterkopf (17--)
- F. X. Messerschmidt: Charakterkopf (17--)
- F. X. Messerschmidt: Charakterkopf (17--)
- F. X. Messerschmidt: Charakterkopf (17--)
- F. X. Messerschmidt: Charakterkopf (17--)